# ウォルター・パラゼイダー
ウォルター・パラゼイダー（Walter Parazaider、1945年3月14日 - ）はサクソフォーン奏者。ロック・バンドのシカゴの創立メンバー。フルート、クラリネットなどの木管楽器も演奏する。

## 略歴
シカゴ生まれで、9歳からクラリネットを始めた。10代の頃、彼の音楽的才能は、プロのオーケストラミュージシャンとして務まるほど開花した。デ・ポール大学でクラシック・クラリネットの文学士の単位を取得した後、ビートルズの「ゴット・トゥ・ゲット・ユー・イントゥ・マイ・ライフ」を聴いて、ホーン・セクションと融合したロック・バンドを結成する事を思い立った。彼の家での練習には、ギタリストのテリー・キャスとドラマーのダニー・セラフィンが加わり、元ザ・マザーズのジェームズ・ウィリアム・ガルシオも参加するようになった。
当初「ザ・ビッグ・シング」という名前だったバンドは、リー・ロックネイン（トランペット）、ジェームズ・パンコウ（トロンボーン）、ロバート・ラム（キーボード）、ピーター・セテラ（ベース）を迎えて、「シカゴ・トランジット・オーソリティ」を経てシカゴとして活動することになる。彼がフルートを演奏した「カラー・マイ・ワールド」は、1970年代の高校のイベントでは、スローダンスに使用される人気曲となった。
パラゼイダーは「ぼくらの世界をバラ色に」や「君とふたりで」などで、ソプラノ・サクソフォーンやフルートのソロを披露。彼等がパワー・バラード路線へ方向転換した1986年以降は、ギターを担当することもあった。
2010年代にはライブへの参加が不定期となり、2016年にツアーから引退。2017年、シカゴから正式に脱退した。
2021年、シカゴのオフィシャルサイトで、アルツハイマー病の治療を受けていることを公表した。